# Trichomanes murilloanum
Trichomanes murilloanum là một loài dương xỉ trong họ Hymenophyllaceae. Loài này được A.Rojas mô tả khoa học đầu tiên năm 2009.
Danh pháp khoa học của loài này chưa được làm sáng tỏ. 